# Herbert Cozens-Hardy, 1. Baron Cozens-Hardy

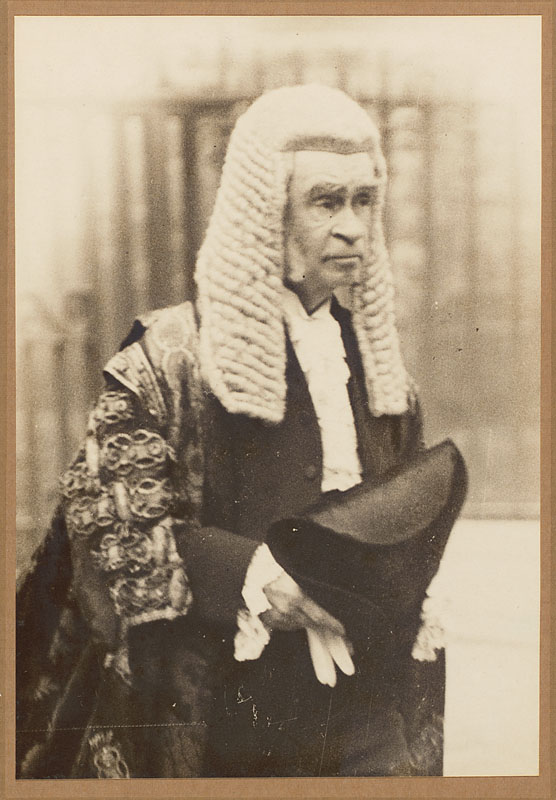
Herbert Cozens-Hardy, 1. Baron Cozens-Hardy

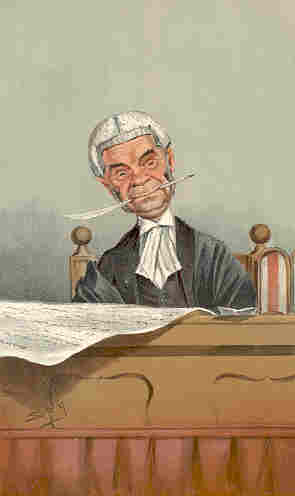
Sir Herbert Cozens-Hardy (Karikatur im Magazin Vanity Fair vom 24. Januar 1901)

Herbert Hardy Cozens-Hardy, 1. Baron Cozens-Hardy PC Kt QC (* 22. November 1838 in Letheringsett, Norfolk; † 18. Juni 1920) war ein britischer Jurist und Politiker der Liberal Party, der mehr als 14 Jahre lang Abgeordneter des House of Commons, von 1907 bis 1918 als Master of the Rolls das zweithöchste Richteramt im englischen Rechtssystem bekleidete sowie 1914 als Baron Cozens-Hardy in den Adelsstand erhoben wurde und damit bis zu seinem Tod Mitglied des House of Lords war.

## Leben
Cozens-Hardy begann nach dem Besuch der Amersham School ein Studium der Rechtswissenschaften am University College London und schloss dieses 1862 ab. Nach der anwaltlichen Zulassung bei der Anwaltskammer (Inns of Court) von Lincoln’s Inn nahm er 1862 eine Tätigkeit als Barrister auf und wurde auch Fellow des University College London. Für seine anwaltlichen Verdienste wurde er zum Kronanwalt (Queen’s Counsel), sogenannter Bencher der Anwaltskammer von Lincoln’s Inn sowie Vorsitzender des Generalrates der Anwälte (Chairman of the General Council of the Bar).
Am 24. November 1885 wurde Cozens-Hardy als Kandidat der Liberal Party zum Abgeordneten des House of Commons gewählt und vertrat dort bis zu seinem Mandatsverzicht 1899 den Wahlkreis Norfork North.
Nach seinem Mandatsverzicht trat er 1899 in den richterlichen Dienst und wurde zum Richter am High Court of Justice ernannt, dem für England und Wales zuständigen Obersten Zivilgericht. Dort war er bis 1901 als Richter in der Kammer für Wirtschaftssachen (Chancery Division) tätig. Damit verbunden war auch der Schlag zum Knight Bachelor 1899, so dass er fortan den Namenszusatz „Sir“ führte.
Cozens-Hardy wurde danach im November 1901 als Lord Justice of Appeal Richter am Court of Appeal, dem für England und Wales zuständigen Appellationsgericht, und war dort bis 1907 tätig. Gleichzeitig erfolgte 1901 seine Ernennung zum Privy Counsellor.
Zuletzt wurde er 1907 Nachfolger von Richard Collins, Baron Collins als Master of the Rolls und damit als Vorsitzender des Zivilsenats des Court of Appeal. Er bekleidete damit bis 1918 nach dem Lord Chief Justice of England and Wales das zweithöchste Richteramt im englischen Rechtssystem. In dieser Zeit fungierte er auch als Vorsitzender der Royal Commission on Historical Manuscripts.
Durch ein Letters Patent vom 1. Juli 1914 wurde er als Peer mit dem Titel Baron Cozens-Hardy, of Letheringsett in the County of Norfolk, in den erblichen Adelsstand erhoben und gehörte damit bis zu seinem Tod dem House of Lords als Mitglied an.
Aus seiner 1868 geschlossenen Ehe mit Maria Hepburn gingen eine Tochter und zwei Söhne hervor. Nach seinem Tod wurde sein ältester Sohn William Hepburn Cozens-Hardy, 2. Baron Cozens-Hardy, der zuvor zwischen 1918 und 1920 den Wahlkreis Norfolk South als Abgeordneter im Unterhaus vertreten hatte, sein Nachfolger als 2. Baron Cozens-Hardy. Da dieser kinderlos verstarb, folgte ihm nach seinem Tod am 25. Mai 1924 sein jüngerer Bruder Edward Herbert Cozens-Hardy als 3. Baron Cozens-Hardy. Seine Tochter Katherine Maria Cozens-Hardy war die Mutter des Comedians und Unternehmers Kenneth Horne. Sein Enkel Ronald Gordon ist ein britischer anglikanischer Theologe, der von 1975 bis 1984 Bischof von Portsmouth in der Church of England war.